# Васильчикова, Лидия Леонидовна
Княгиня Лидия Леонидовна Васильчикова (урождённая княжна Вяземская; 28 мая (10 июня) 1886, Тамбов — 1 ноября 1948, Париж) — сотрудница Красного Креста и благотворительница из рода Вяземских. Автор мемуаров.

## Биография

### Детство
Княжна Лидия Леонидовна Вяземская родилась 28 мая (10 июня) 1886 года и была третьим ребёнком и единственной дочерью в семье члена Государственного Совета князя Леонида Дмитриевича Вяземского и Марии Владимировны, урождённой графини Левашовой. Имела двух старших братьев — Бориса (1883—1917) и Дмитрия (1884—1917) — и младшего — Владимира (1889—1960, дед актрисы Анны Вяземски). Домашнее прозвище — Дилька.
Детские годы вместе с братьями провела в семейном имении Лотарево в Тамбовской губернии. В 1890 году семья перебралась в Санкт-Петербург. Получила домашнее образование. Позднее, в 1896 году, поступила в гимназию Л. С. Таганцевой. В 1906 году прослушала курс лекций английского языка в Оксфордском университете. Увлекалась фотографией

### Сотрудничество с Красным Крестом
Во время русско-японской войны княжна Лидия Вяземская работала на складах Красного Креста в Санкт-Петербурге, которыми руководила её мать. Княгиня Мария Владимировна Вяземская также заведовала военным госпиталем императрицы Марии Фёдоровны. В годы Первой мировой княгиня Васильчикова создала подвижный лазарет для отправки на фронт и сама стала в нём сестрой милосердия. Благодаря её деятельности, ковенский Красный Крест создал хорошо организованную сеть полевых больниц. По словам сына Георгия, за эту деятельность она была награждена двумя Георгиевскими медалями «За храбрость».

### 1917—1918 годы
В 1917 году княгиня Васильчикова потеряла двоих братьев: Дмитрий был ранен шальной пулей во время беспорядков в Петрограде в феврале (этот эпизод нашёл отражение в книге Солженицына «Красное колесо»), в августе — погиб Борис. Семья самой Лидии Леонидовны выехала в Крым. В 1918 года она вернулась в Петроград, где была арестована и помещена в одну камеру с графиней Натальей Брасовой, морганатической женой великого князя Михаила Александровича. Допросы проводил М. Урицкий. Благодаря вмешательству датского посланника Харальда Скавениуса (1873—1939) была освобождена и вернулась Крым.

### 1919—1948 годы
В марте 1919 года семья Васильчиковых эмигрировала на английском пароходе «Princess Ena». Сначала они остановились на Мальте. Затем перебрались в Европу.
Живя в Париже, Лидия Васильчикова основала и руководила кружком артистов-любителей. В 1929—1932 годах кружок ставил благотворительные спектакли в пользу Союза русских военных инвалидов и других эмигрантских организаций.
В 1934 году Лидия Васильчикова переехала в Литву (ранее — Ковенская губерния), где у семьи Васильчиковых находилось фамильное имение.
В июне 1940 года перед приходом советских войск уехала в Италию, а позднее — в Германию. В годы Великой Отечественной войны княгиня Вяземская организовала гуманитарную помощь советским военнопленным, которые содержались в концентрационных лагерях. При помощи Толстовского фонда она обратилась к православным церквям в США для сбора пожертвований. Но эти шаги вызвали неудовольствие А. Гитлера, поэтому княгиня Васильчикова была вынуждена обратиться за содействием к маршалу Маннергейму, которого знала ещё по Петербургу. При этом жизнь самой Лидии Васильчиковой оказалась под угрозой. Она была вынуждена покинуть Берлин и уехать к дочери Татьяне, которая стала супругой австрийского аристократа Пауля Меттерниха и проживала в Богемии.
Осенью 1948 года Лидия Леонидовна Васильчикова переехала в Париж, где трагически погибла 1 ноября 1948 года под колёсами автомобиля. Похоронена на кладбище Сент-Женевьев-де-Буа.

## Брак и дети
В 1909 году вступила в брак с князем Илларионом Сергеевичем Васильчиковым (1881—1969). В браке родились:
- Ирина (1909—1993)
- Александр (1913—1939) — скончался от туберкулёза.
- Татьяна (1915—2006) — автор мемуаров «Женщина с пятью паспортами».
- Мария (1917—1978) — автор мемуаров «Берлинский дневник».
- Георгий (1919—2008)

## Мемуары
В 1995 году впервые на русском языке были опубликованы мемуары княгини Васильчиковой «Исчезнувшая Россия». Отрывки из этих мемуаров были также опубликованы в журнале Наше наследие за 1995 год.
- Мимолётное: Из воспоминаний о Москве/Княгиня Лидия Васильчикова;[Вступ и ] публ. Г. И. Васильчикова;Пер. с анг. и подготовка текста Б. В. Егорова//Наше наследие. — 1995. —№ 35-36. —С.66-73:ил.

## В литературе
- Имя княгини Васильчиковой упоминается в произведении А. Солженицына «Красное колесо»:

…Дилька-Лидия была единственная его сестра, очень решительная, случайно родилась девочкой. Вся семья Вяземских была в центре общества, на пересечении с Воронцовыми, Вельяминовыми, … Лидия сама ведёт фронтовой госпиталь…— Узел 3. Март семнадцатого. 1 марта.
- Васильчиков Георгий. Кн. Лидия Васильчикова и помощь русским военнопленным//Новый журнал. — 2002. — № 229.
- Данилов В. И. Образцовые хозяева усадьбы «Лотарево»: в сб.: «Земля Липецкая». — СПб: издательство «Наследие народов Российской Федерации», 2003. — С. 243—246.